# Kastell Walldürn
Das Kastell Walldürn (auch als Kastell Alteburg bezeichnet) war ein römisches Militärlager am sogenannten „Vorderen Limes“ des Obergermanisch-Rätischen Limes und zählt zum UNESCO-Welterbe. Seine Überreste gelten außerdem als archäologisches Denkmal und befinden sich heute unter einer als Wiese genutzten Fläche südöstlich der baden-württembergischen Stadt Walldürn im Neckar-Odenwald-Kreis. Insbesondere die Studien zu einem mit modernen Methoden ergrabenen Abschnitt des kastelleigenen Lagerdorfes (Vicus), aber auch die Grabungen am Militärbad brachten der Limesforschung wichtige Erkenntnisse. Speziell die aus dem Kastellbad stammende Bauinschrift und die sich aus ihr ergebenen Fragestellungen beschäftigen seit Generationen die internationale Wissenschaft.

## Lage

Die Karte zeigt den Verlauf des Vorderen Limes im Umfeld des Kastells Walldürn.

Lageplan des Kastells zur Zeit der Forschungen durch die Reichs-Limeskommission

Die nordöstlich orientierte Anlage wurde auf einer flachen Anhöhe mit weitem Blick ins Land errichtet. Die Gegend ist in diesem Abschnitt nicht von tiefen Einschnitten zerfurcht, wie etwas weiter nördlich und südlich. Der fast schnurgerade von Nordwesten kommende Limes knickt rund 300 Meter östlich des Kastells an dem Wachturm Wp 7/39 deutlich nach Süden ab, um südlich der Hohen Straße bei Wp 7/46 erneut die Richtung nach Südosten zu ändern. Von der Prätorialfront, der dem Feind zugewandten Schmalseite der Befestigung blickten die Soldaten fast genau auf den vor ihnen liegenden Limesknick, die Dekumanseite, die rückwärtige Lagerseite war nur wenige Schritte von dem etwas unterhalb nach Nordwesten fließenden Marsbach entfernt. Die etwas südöstlich des Kastells gelegene Quelle dieses Baches befand sich bereits im Barbaricum.

## Forschungsgeschichte
Das Kastell ist seit alters her auch unter dem Namen Alteburg bekannt. 1766 veröffentlichte der kurpfälzische Hofrat, Publizist und Historiker Andreas Lamey (1726–1802) die Inschrift eines Weihealters für den Kriegsgott Mars und die Siegesgöttin Victoria, der von diesem Platz stammte. Da der in der wissenschaftlichen Literatur immer wieder hervorgehobene Stein am Marsbach gefunden wurde, gab man dem Gewässer kurzerhand den Namen des Gottes. 1768 und 1773 wurde Walldürn auch durch den frühen provinzialrömischen Forscher Christian Ernst Hanßelmann (1699–1776) erwähnt. Die zur selben Zeit (1772) niedergeschriebenen Ausführungen des kurmainzischen Benediktinerpaters und Geschichtsschreibers Joseph Fuchs (1732–1782) zeigen, dass damals sowohl Reste des Limes als auch des Kastells noch oberirdisch zu sehen waren. In der Folge fanden bereits im frühen 19. Jahrhundert kleinere Sondierungen statt, denen 1881 eine flüchtige Untersuchung der Umfassungsmauer und 1882 die Entdeckung eines Doppelgrabens folgte. Im April und Oktober 1896 sowie 1897 kam es zu recht umfangreichen Ausgrabungen am Kastell und an dessen Bad unter der Leitung von Wilhelm Conrady (1829–1903) und mit Mitteln der Reichs-Limeskommission (RLK). Erst in den Jahren 1972/1973 setzten Wissenschaftler erneut den Spaten in Walldürn an. Damals wurde die Kastelltherme durch den Archäologen Dietwulf Baatz (1928–2021) und mit Mitteln des Landesdenkmalamtes erneut systematisch untersucht und anschließend für die Öffentlichkeit konserviert. Im selben Jahrzehnt veranlasste die Stadt Walldürn in Zusammenarbeit mit dem Landesdenkmalamt einen Ankauf des Kastellareals, das damit für die Nachwelt gerettet werden konnte und als eines der ersten archäologischen Denkmäler Baden-Württembergs der öffentlichen Hand übergeben wurde. Nachdem die einst zum Vicus gehörende nordwestliche Fläche zwischen Bad und Kastell gleichfalls durch die intensive landwirtschaftliche Nutzung von der vollkommenen Zerstörung bedroht war, fand 1982 und 1983 erstmals eine größere zusammenhängende Grabung in diesem Gebiet statt, die unter der Leitung des Archäologen Egon Schallmayer und mit Mitteln des Landesdenkmalamtes Karlsruhe erfolgte. Mit Ausnahme der Badeanlage ist heute von den antiken Bauten nichts mehr zu sehen.

## Baugeschichte

### Datierungsansatz
Die zeitliche Verortung für die Errichtung des Vorderen Limes hat die ältere Forschung – darunter der Althistoriker Géza Alföldy (1935–2011) – „um 155 n. Chr.“ gemutmaßt. Neuere Funde und Methoden könnten diese Annahme zeitlich möglicherweise genauer fassen und korrigieren. So stützen dendrochronologische Untersuchungen die Überlegung, der Vordere Limes sei mit dem Rätischen Limes, von dem zeitlich dazu passende Datierungen stammen, in einer provinzübergreifenden Ausbaumaßnahme kurz nach dem Tod des Kaisers Antoninus Pius (Januar 161) errichtet worden. An den bisher frühesten dendrochronologisch analysierbaren Bauhölzern aus dem Benefiziarier-Weihebezirk des Kastells Osterburken konnte das Fälldatum auf den Winter 159/160 n. Chr. bestimmt werden. Allerdings fand sich unter dem Tempel eine steinerne Quellfassung mit Nymphe und Weiheinschrift, die stratigraphisch zweifelsfrei älter war. Durch Alföldys Forschungen zeichnet sich ab, dass die Anlage der Quellfassung während der Statthalterschaft des Gaius Popilius Carus Pedo erfolgt sein könnte. Weitere Osterburkener Hölzer konnten nach Aussage des provinzialrömischen Archäologen Klaus Kortüm vom Landesamt für Denkmalpflege Baden-Württemberg in das Jahr 161 n. Chr. datiert werden, was die Überlegungen stützt. Auch die Neubewertung der Weihesteine des Zenturios Veranius Saturninus, der noch 158 n. Chr. das Numerusbad von Neckarburken durch seine Einheit, den dort kasernierten Numerus Brittonum Elantiensium (Einheit der Elzbrittonen) neu errichten und vergrößern ließ, lässt eher an einen Umzug um 160 n. Chr. denken. Der Zenturio hinterließ an seinem neuen Garnisonsort Osterburken gleichfalls einen Weihestein – allerdings ohne Datierung. Betont werden sollen in diesem Zusammenhang auch die dendrochronologisch untersuchten Holzproben aus einem unmittelbar im Kastell Murrhardt ergrabenen Brunnen der um 159 n. Chr. entstand. Daneben gibt es aus dem Kastell Jagsthausen noch das bisher älteste datierbare Inschriftenbruchstück vom „Vorderen Limes“ aus der Regierungszeit des Kaisers Antoninus Pius, das einer Zuordnung bedarf. Erst neue Funde und Analysen werden möglicherweise eine endgültige Bewertung der damaligen Geschehnisse möglich machen.
Möglicherweise besaß die Garnison – wie vielfach an den Kastellplätzen des Limesgebietes nachgewiesen – eine in Holz-Erde-Bauweise errichtete Vorläuferanlage aus der Frühphase des Vorderen Limes. Als Nachweis für das ältere Kastell könnten die Reste eines Grabens gelten, der sich unter der jüngeren steinernen Wehrmauer fand.

### Umwehrung

Grundriss und Gräben zur Zeit der RLK

Die 84,3 × 96,5 Meter (= 0,8 Hektar) große, rechteckige Befestigung folgte dem während der Prinzipatszeit ausgeprägten typischen Bauschema für Kastelle, das den Größen der Anlagen entsprechend angepasst werden konnte. So besaß die Alteburg an allen vier Seiten der in Steinbauweise errichteten Wehrmauer je ein Tor, das wahrscheinlich von je zwei Tortürmen flankiert gewesen ist. Während der Grabungen im Jahre 1881 wurde zwar ausschließlich einer dieser Tortürme an der Ostseite der Porta principalis dextra – dem Südosttor – ausmacht, doch sind die übrigen Türme, nach denen Conrady im April 1896 suchte, möglicherweise übersehen worden. Diese Frage könnte nur eine bis heute ausstehende neue Grabung am Kastell klären. Der 5,50 × 5,10 Meter umfassende Torturm wurde ab Oktober 1896 erneut untersucht. Das im Kern liegende Gussmauerwerk war durch grob behauene Außenmauern verschalt worden. An diesem Tor war während der ersten Grabung noch eine große Anzahl an mächtigen Balkennägeln gefunden worden, die offensichtlich von den hölzernen Torflügeln stammten. Quer zur Zufahrt wurde auch noch ein Teil einer Schwellplatte beobachtet, die eine Einschrieberinne für die Torflügel aufwies. Wie Conrady nach Rücksprache mit dem Grundstückseigner in Erfahrung bringen konnte, hatte dieser bereits vor Jahren eine 4 × 4 Meter große Bodenplatte ausgegraben und fortgeschafft, die zwischen der Toröffnung lag. Als Annäherungshindernis lag hinter einer 0,45 bis 0,50 Meter breiten Berme vor der Umfassungsmauer ein insgesamt 11,25 Meter breiter Doppelspitzgraben, der bei der Grabung vom April 1896 noch 1,10 bis 1,20 Meter tief war.

### Innenbebauung
Auch über die Innenbebauung ist außer vereinzelten Pfostengruben noch nichts bekannt geworden. Bei den Grabungen im Frühjahr 1896 wurde im Zentrum der Anlage nach dem dann nicht entdeckten Stabsgebäude (Principia) gesucht. Stattdessen fand sich lediglich wirrer, „mit Ziegelbrocken, Gefässscherben und Steinen“ durchsetzter Brandschutt, beziehungsweise auch „eine durchgehende Brandschichte“ die „hier und da mit grösseren Resten verkohlten Balkenwerks und mit Bröckchen rotgebrannten Lehms durchsetzt oder von einer dünnen Schichte solcher begleitet“ wurde. Diese Reste stammten von der hölzernen Innenbebauung, deren Fachwerkwände einen Lehmbewurf, besaßen. Einige Lehmbrocken wiesen noch Spuren der Fachgerten auf, mit dem die Gefache vor dem Lehmbewurf geschlossen wurden. Die von Conrady ebenfalls beobachteten mörtellosen Steinwinkel, die ohne Fundamentierungen auf schwärzlichem Grund lagen, zeigten die Standstellen der Baracken an. Die Dachdeckung wird aufgrund der vorgefundenen Leistenziegel (Tegula) aus gebrannten Ziegeln bestanden haben.

## Truppe
Wie Baatz feststellte, konnte das 0,8 Hektar große Kastell nur eine militärische Einheit aufnehmen. Aus der Inschrift des im Bad geborgenen Weihestein vom August 232 n. Chr. lassen sich jedoch mindestens zwei Truppenkörper herauslesen, wobei der Wissenschaftler davon ausging, dass nur der erstgenannte, die Exploratores Stu(...) („Kundschaftereinheit Stu...“) hier kaserniert gewesen sein kann. Leider blieb der vollständige Name dieser Truppe nicht erhalten. Von der zweiten in der Inschrift genannte Einheit, den Dediticierten Brittonen treten laut Baatz nur deren Unteroffiziere als Dedikanten auf. Daher mutmaßte er, dass diese Brittonentruppe nicht in Walldürn, sondern möglicherweise in einem oder aufgesplittet in mehreren der umliegenden Kleinkastelle gelegen haben könnte.

## Vicus
Das Lagerdorf der Alteburg wurde 1982/1983 auf einer Fläche von 3.500 Quadratmetern zwischen dem Kastell und der Therme untersucht. Wie vor Beginn der Grabungen befürchtet, waren viele wichtige Befunde bereits dem Pflug zum Opfer gefallen. Die schon lange vor diesen Grabungen vorgenommenen wiederholten Feldbegehungen auf dem Areal des Lagerdorfes fasste Schallmayer 1985 zusammen. Damals waren erstmals Aussagen zur Ausdehnung der Zivilsiedlung möglich. So wurde deutlich, dass sich die Siedlung nicht nur nordwestlich, sondern auch nördlich, südlich und westlich des Kastells erstreckte. Anhand der aufgelesenen Sigillaten konnte das Ende des römischen Lebens auf das zweite Drittel des 3. Jahrhunderts n. Chr. fixiert werden.
Wie die Grabungen zeigten, ließen sich noch Stein- und holzverschalte Keller, Abwassergräbchen, Pfostengruben, Brunnen und Gruben ermitteln. Wahrscheinlich lagen entlang der Straße, die aus der Porta principalis sinistra, dem Nordwesttor des Kastells, kam, sogenannte Streifenhäuser. Diese für viele Lagerdörfer typischen Gebäude besaßen einen länglich-rechteckigen Grundriss und waren mit ihrer Stirnseite zur Straße hin ausgerichtet. In Walldürn orientierten sich die 1982/1983 ergrabenen Gebäudestrukturen, die sich insbesondere durch zahlreiche Einzelfunde wie Trauf- und Fundamentgräbchen abzeichneten, in nordsüdlicher Richtung. Stellenweise gelang es Schallmayer, die Zweiperiodigkeit der Ansiedlung nachzuweisen.

## Kastellbad

Grabungszeichnung der Therme und Funde aus dem Gebäude zur Zeit der RLK. Die genaue Baugeschichte wurde mit den damaligen Methoden teilweise noch nicht erkannt.

### Phase 1

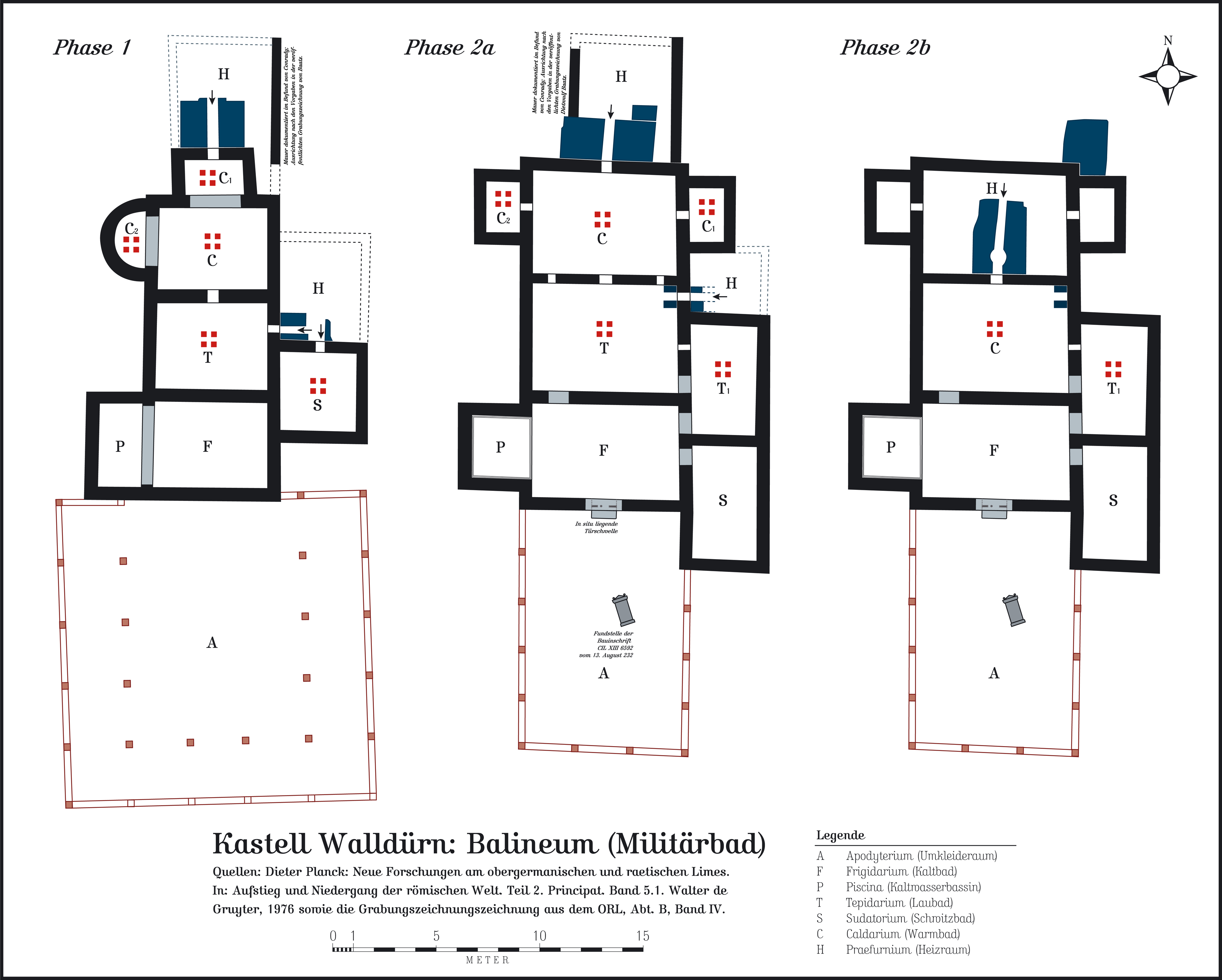
Bauphase 1, 2a (232 n. Chr.) und 2b des Bades

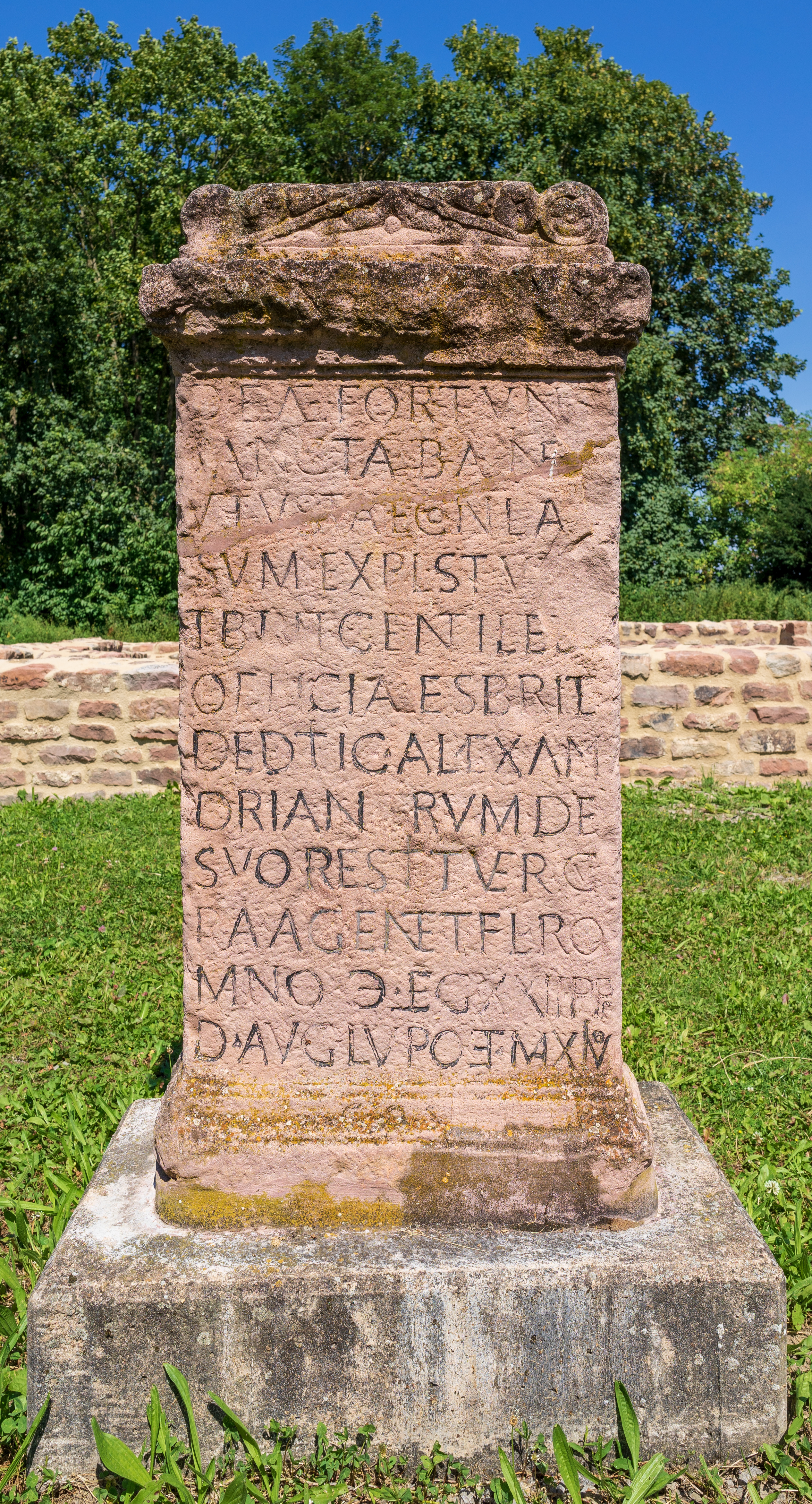
Kopie der Bauinschrift am Standort des Kastellbades (2016)

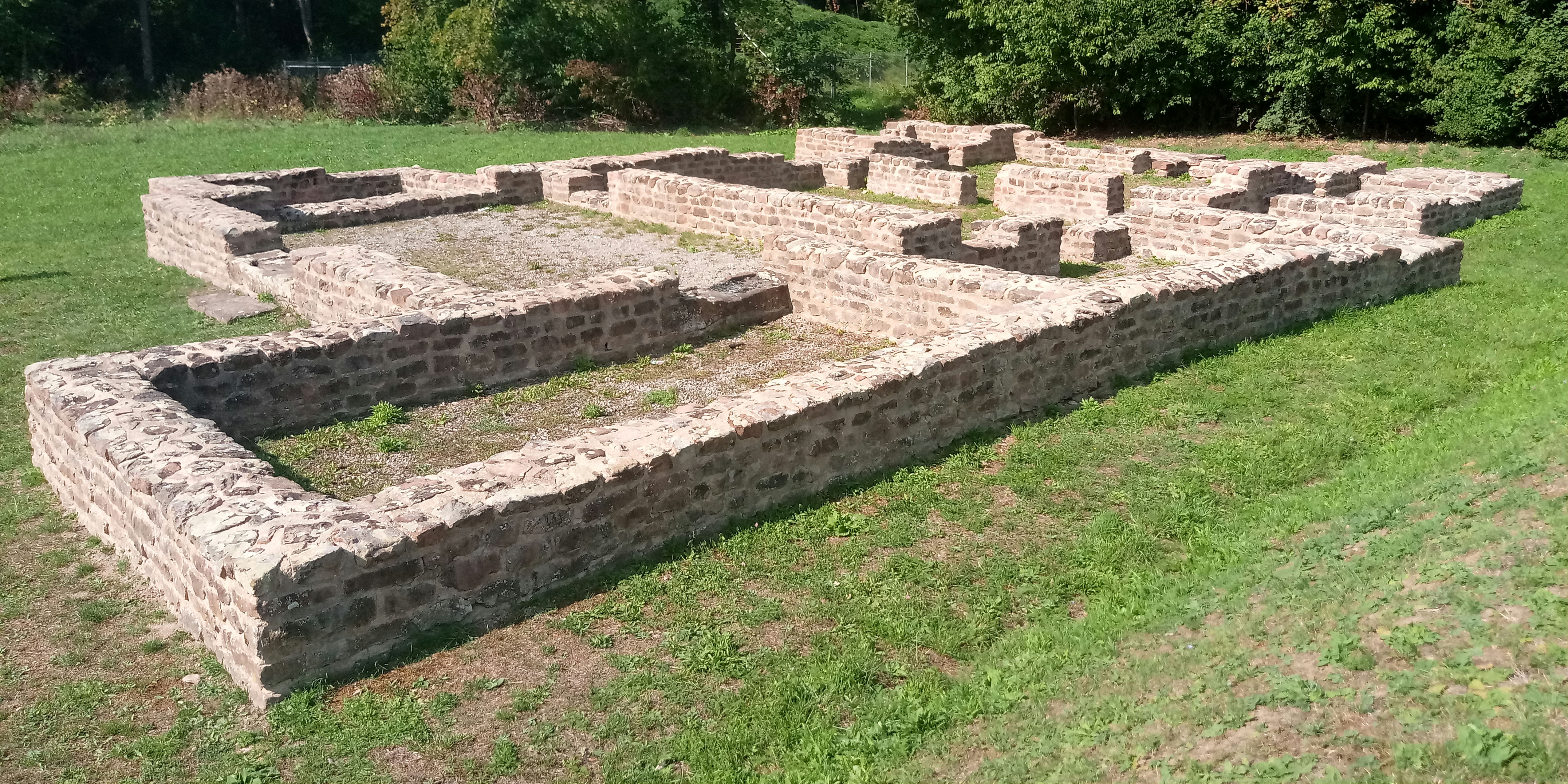
Wiederhergestellte Fundamente des Bades

Das im Herbst 1896 und Ende August 1897 ergrabene, genau in Nord-Süd-Richtung orientierte Balineum (Bad) des Reihentypus wurde nach den sorgfältigen Untersuchungen durch Baatz fachgerecht konserviert. Die zum Bau der erste Badeanlage verwendeten Ziegel stammten aus der nahe zum Kastell Höchst (Frankfurt am Main) gelegenen Legionsziegelei. Dies verdeutlichen die vorgefundenen Ziegelstempel der Legio XXII Primigenia pia fidelis. Die Stempel ermöglichten es Baatz, den Erbauungszeitraum auf die Mitte des 2. Jahrhunderts festzulegen, als der Vordere Limes entstand. Die in Holzbauweise errichtete Vorhalle im Süden des Bades, wird heute durch kurze Holzpfosten angedeutet, die an den Standorten der vorgefundenen Pfostengruben aufgestellt sind. An dieser Stelle befand sich im während der ersten Bauphase ein großes, fast quadratisches Apodyterium (Umkleideraum; A), mit Umgang. Das massive Mauerwerk des ersten Bades, das die Besucher nun betraten, war sehr sorgfältig ausgeführt. Hier befand sich zunächst ein rechteckiges Frigidarium (Kaltbad; F) an das westlich ein kleiner, rechteckiger Anbau angeschlossen war, der einem Kaltwasserbassin (Piscina; P) Platz gab. Anschließend folgte als nächster Raum nördlich des Frigidariums das beheizbare Tepidarium (Laubad; T). Zwischen Kaltbad und Laubad war an der östlichen Außenmauer ein fast quadratisches Sudatorium (Schwitzbad; S) angebaut worden. Dem Tepidarium war nördlich das Caldarium (Warmbad; C) angeschlossen, das im Westen eine halbrunde Apsis besaß, in der sich eine Warmbadwanne befand. Abgeschlossen wurde das Bauwerk mit einem gleichfalls an das Caldarium angebauten kleinen, rechteckigen Becken im Norden, das ebenfalls zum Warmbadbereich gehörte. Sowohl im Außenbereich nördlich dieses Beckens als auch in der östlichen äußeren Wandnische zwischen dem Schwitzbad und dem großen Warmbad befand sich je ein Praefurnium (Heizraum; H). Um 185 n. Chr. waren erste Reparaturen an dem Balineum zu leisten. Danach blieb es noch bis nach 200 n. Chr. in Gebrauch. Dieses Datum kann aus der 199/200 in Rom geprägten Schlussmünze, einem Denar des Kaisers Septimius Severus (193–211), geschlossen werden, die als letztes Zeugnis des älteren Bades gilt. Wie bereits Conrady ermittelte, ging das Bauwerk wahrscheinlich bei einem Brand zugrunde.

### Phase 2a
Um den Neubau zu ermöglichen, wurden alle Mauern des älteren Bades bis unter den damaligen Laufhorizont abgebrochen. Auch dieser Nachfolger war solide ausgeführt. Als Schwachpunkt stellten sich jedoch etwas später die neuen Buntsandsteinpfeiler der Hypokaustheizung heraus – der Vorgängerbau hatte noch bewährte Pfeiler aus Ziegel besessen. Während die nun rechteckige hölzerne Umkleide in ihrer Dimension auf das allernotwendigste Maß verkleinert wurde, war das in Steinbauweise ausgeführte eigentliche Bad nun wesentlich erweitert und vergrößert worden. Das grundsätzliche Raumschema mit der bekannten Abfolge von Frigidarium, Tepidarium und Caldarium blieb erhalten. Wesentliche Änderungen gab es bei den kleineren Anbauten. So hatte sich die Piscina an der Westmauer des Kaltbades etwas verkleinert und sowohl die halbrunde Apsis als auch der nördliche Anbau an das Warmbad existierten nicht mehr. Dagegen waren an das vergrößerte Schwimmbecken östlich und westlich zwei kleine rechteckige heizbare Wannen angebaut worden und an der Ostmauer des Tepidariums schloss sich ein weiterer größerer, rechteckiger und heizbarer Raum an, während sich an der Ostmauer des Frigidariums – in der Flucht mit dem Tepidariumanbau – ein fast gleich großer, nicht heizbarer Raum befand, der als Schwitzbad genutzt worden sein soll. Aufgrund der fehlenden Heizmöglichkeiten kann dieses Sudatorium jedoch nur begrenzt seinen Zweck erfüllt haben. Der Bau wurde am 13. August 232 eingeweiht. Dieses Datum zeigt ein 1897 im Umkleideraum gefundener, der Glücksgöttin Fortuna geweihter Sandsteinaltar, der als Grund für den Neubau die Altersschwäche der Vorgängeranlage nennt.

### Phase 2b
Die letzte Bauphase zeichnet sich durch Mängel, Notlösungen und Provisorien aus. Die Verantwortlichen wollten offensichtlich auch in der krisengeschüttelten Spätzeit des Limes nicht auf den Badekomfort verzichten. Die für den Neubau fast durchweg verwendeten Hypokaustpfeiler waren aus ungeeignetem Buntsandstein errichtet worden, der aufgrund der starken Hitzeentwicklung riss und zerfiel. Dadurch kam es im Caldarium nahe dem Heizraum zu statischen Schäden, welche eine aufwendige und grundlegende Reparatur notwendig machten, die zum damaligen Zeitpunkt nicht mehr geleistet werden konnten. So beschlossen die Verantwortlichen, das Caldarium mit seinen Anbauten vollständig aufzugeben und als Heizraum für die verbliebenen Räume weiterzuverwenden. Dabei blieben die noch unbeschädigten Hypokaustpfeiler, die nicht im Bereich der neuerrichteten Befeuerungsstelle standen, unberührt. Im Zuge des Umbaus wurde das bisherige Tepidarium zum Warmbad umfunktioniert und der heizbare Anbau daneben übernahm die Funktion des Tepidariums. Wie die Untersuchungen zeigten, ging das Bad letztendlich während einer Brandkatastrophe zugrunde. Davon zeugten zahlreiche Brandschichten, verkohlte Hölzer und Nägel mit Brandpatina sowie angeschmolzenes und zerbrochenes Glas unterhalb der zum Tepidarium und Caldarium gehörenden Fenster.

### Die Bauinschrift des Bades

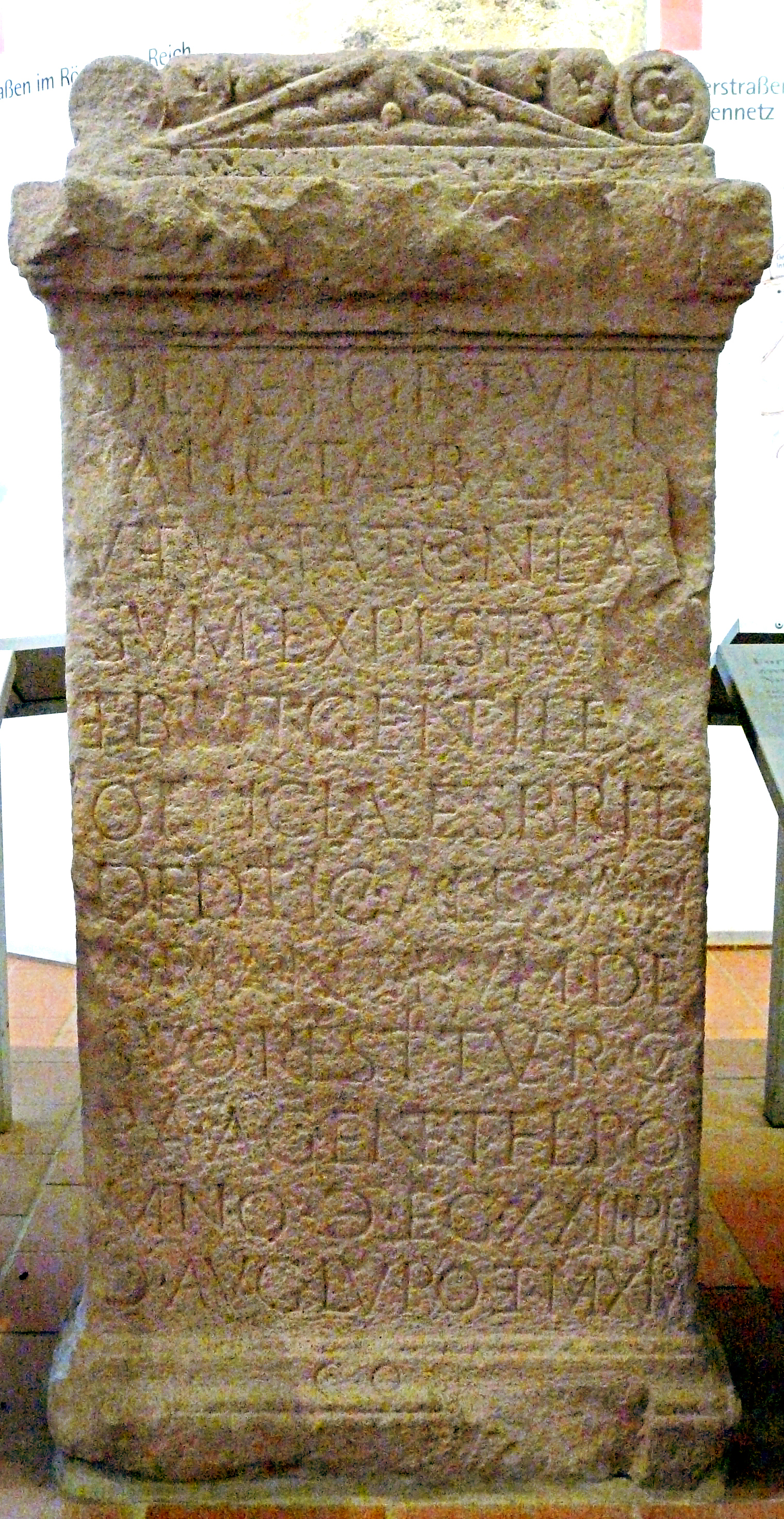
Abguss der Inschrift im Saalburgmuseum. Das Original befindet sich im Badischen Landesmuseum.

Die vier Meter vor der Sandsteinschwelle zum eigentlichen Badebereich gefundene Bauinschrift vom 13. August 232, die bereits Conrady als „epochemachenden Fund“ bezeichnete, erwähnt die Namen verschiedener militärischer Einheiten, von denen zumindest eine hier stationiert gewesen sein könnten. Der bis heute am häufigsten zitierte lateinische Text wurde von dem Althistoriker und Epigraphiker Hermann Dessau (1856–1931) aufbereitet. In Zusammenhang mit der von Kaiser Caracalla (211–217) erlassenen Constitutio Antoniniana bleibt jedoch die Problematik der richtigen Lesung und des Verständnisses dieses Textes bis heute bestehen, gerade auch bei der Abgrenzung des als dediticii genannten Personenkreises. Somit gehört diese Inschrift zu den meistdiskutierten am obergermanischen Limes.
Deae Fortuna[e]
sanctae balineu[m]
vetustate conlap-
sum expl(oratores) Stu...
et Brit(tones) gentiles,
officiales Bri(ttonum)
deditic(iorum) Alexan-
drianorum de
suo restituer(unt) cu-
ra(m) agente T(ito) Fl(avio) Ro-
mano |(centurione) leg(ionis) XXII P(rimigeniae) P(iae) F(idelis)
 Id(ibus) Aug(ustis) Lupo et Maximo
co(n)s(ulibus)
Lateinische Textauflösung und Übersetzung nach den Vorschlägen des Klassischen Philologen Henry Thompson Rowell (1904–1974): Der heiligen Göttin Fortuna. Das Bad, das aus Altersschwäche zerfallen war, haben die Kundschaftereinheit Stu... und die freiwilligen brittonischen Unteroffiziere des (Numerus) der dediticierten Brittonen (mit dem Ehrennamen) die Alexandrinischen aus eigenen Mitteln wieder aufgebaut, unter der Leitung des Titus Flavius Romanus, Zenturio der 22. Legion Primigenia, der frommen und treuen, an den Iden des August, als Lupus und Maximus Konsuln waren.
Die von Dessau vorgeschlagene Lesung, nach der drei Truppenkörper in der Inschrift genannt werden, hat Rowell kritisiert. Er ging von nur zwei in der Inschrift genannten Einheiten aus. Seine Überlegungen zu dem Text fanden auch Baatz und Schallmayer am überzeugendsten. Nach Rowell sind die Brittones gentiles als in die römische Armee übergetretene brittonische Freiwillige anzusehen, die als Unteroffiziere ihre von Rom unterworfenen Landsleute führten. Gegen diese Auffassung wandte sich der Althistoriker Hartmut Wolff, der zur Constitutio Antoniniana promoviert hatte. Sein Übersetzungsentwurf ging davon aus, dass eine der genannten Einheiten den Namensanfang Britl(...), Brit(...)l(...) oder Brilt(...) tragen müsste. Dem widersprach Baatz, da ein solcher Truppenname vollkommen unbekannt sei. Baatz diagnostizierte, dass die Inschrift von einem notorisch unsicheren Handwerker bereits fehlerhaft angefertigt worden ist, und fügte an, dass die heute erkennbaren Fehler in der Antike vor der farbigen Fassung möglicherweise zugespachtelt wurden und den damaligen Lesern somit möglicherweise nicht auffielen.
Der während der Aufstellung des Steines regierende Kaiser, Severus Alexander (222–235), hatte einer der genannten Einheiten den Ehrennamen die Alexandrinische verliehen. Nach dem Tod des Regenten war dieser Ehrenname der Damnatio memoriae anheimgefallen und auf dem Altarstein ausgemeißelt worden. Weihungen an Fortuna auf den Bauinschriften der Militärbäder sind häufiger zu finden, so beispielsweise am Vorderen Limes auch auf der Bauinschrift des Jahres 248, die am Kastell Jagsthausen im kleinen Balineum gefunden wurde.

## Untergang
Das Ende des römischen Lebens wird durch den jüngsten Münzfund aus Walldürn belegt: ein Antoninian aus der Regierungszeit des Kaisers Gallienus (253–260). Dessen genaue Fundstelle ist allerdings unbekannt. Die bis dahin einigermaßen konstante Münzreihe war jedoch bereits nach den Prägungen aus der Regierungszeit des Kaisers Severus Alexander fast vollständig abgebrochen. Im Zuge des Limesfalls, der 259/260 n. Chr. in der Aufgabe der Agri decumates (Dekumatland) mündete, wurden die noch bestehenden römischen Grenzanlagen am Vorderen Limes von den Truppen geräumt, wenn sie nicht schon zuvor gewaltsam zerstört worden waren. Möglicherweise wurden Kastelle von den abrückenden Einheiten auch absichtlich niedergebrannt, um sie den Gegnern nicht in die Hände fallen zu lassen. Wie bereits Conrady im Inneren der Wehranlage feststellen konnte, wurde Walldürn auf jeden Fall ein Opfer der Flammen.

## Fundgut

### Kastellfunde
Während der Grabungen 1896/1897 wurden „geringfügige Bronzesachen und Eisenwerk, Ziegelreste, manigfaltige Gefässscherben, worunter gute Terrasigillata- und vorwiegend Randformen“ waren, gefunden. Teilweise konnten noch Töpferstempel gelesen werden. Daneben fand sich eine „Ballistenkugel von Kalkstein“ und das Bruchstück der in Sandstein gemeißelten Fruchtbarkeits- und Pferdegöttin Epona.

### Vicusfunde
Im Vicus kamen während der Grabung Schallmayers zwei Depotfunde ans Licht, die in der politisch schwierige Zeit des 3. Jahrhunderts n. Chr. verloren gingen. Die damaligen instabilen Verhältnisse begleiteten den Prozess des Limesfalls bis zur endgültigen Aufgabe der obergermanisch-rätischen Reichsgrenze in den Jahren 259/260 n. Chr. Neben zwei verzinkten Bronzeschälchen und vier Bronzegefäßen kamen ein völlig zerdrückter, jedoch fast kompletter Bronzekessel sowie Fragmente eines weiteren Bronzekessels aus dem Boden. An dem Bronzekessel, der später vollständig restauriert wurde, fanden sich zehn größere und elf kleinere Reparaturen eines Kesselflickers. Dicht dabei wurde ein zweiter Hort mit Metallgegenständen geborgen, der aus 13 eisernen Werkzeugen und Geräten bestand. An dieser Stelle konnten die Ausgräber zwei sich überlagernde Siedlungshorizonte unterscheiden, die jeweils eine abschließende Zerstörungsschicht aufwiesen. Die ältere Schicht wies drei Gruben auf, die an ihrem Grund mit Brandschutt verfüllt waren, deren zeitgleiche Entstehung aber nicht gesichert ist. Auf der darüberliegenden jüngeren Schicht entstand ein Raum, der bei seiner Zerstörung einen Versturzhorizont in seinem Inneren aufwies. Das Eisendepot fand sich in der Schuttschicht einer Grube, die in der Mitte dieses Raums lag. Es konnte nicht eindeutig geklärt werden, ob das Depot vor oder mit dem Brandschutt in die Grube gelangte, die Archäologen nehmen jedoch an, dass der Raum noch bestand, als die Gegenstände versteckt wurden. Da es sich der Zusammensetzung nach um Haushaltsinventar handeln könnte, haben hier vielleicht Bewohner ihre Wertgegenstände retten wollen. Die Bronzegefäße des zweiten Hortes wurden aus dem Versturz der Mauer des Raumes geborgen. Hier gehen die Forscher von einer erst nach der Zerstörung erfolgten Ablage aus, die plündernde germanische Metallsucher zusammengetragen hatten. Beifunde und Gefäße lassen eine Datierung in das 3. Jahrhundert n. Chr. zu. Der Versuch, die zwei Zerstörungshorizonte mit den Angriffswellen der Jahre 233 und 259/260 zu verbinden, entbehrte jeder wissenschaftlichen Grundlage.

### Allgemeine Lesefunde
Die seit Beginn der 2010er Jahre gesammelten Lesefunde von den Flächen des Kastells und des Vicus werden von den Keramikfragmenten dominiert, welche in das 2. und 3. Jahrhundert n. Chr. datieren. Das Gos dieser Bruchstücke stammt wiederum von Terra-Sigillata-Gefäßen wie Näpfe, Reibschalen, Teller und Bilderschüsseln. Insgesamt konnten bis 2016 bei diesen Lesefunden fünf verschiedene Töpfer festgestellt werden, welche auch für die Chronologie von Interesse sind. Es handelt sich um die Töpfer LAL (3. Viertel 2. Jahrhundert n. Chr.), Cobnertus I beziehungsweise III (160–180 n. Chr.), Cerialis III (165–200 n. Chr.; vereinzelt auch noch im 3. Jahrhundert n. Chr.), Julius II–Julianus I (3. Jahrhundert n. Chr.) sowie Art des Janu[aris] (140–150/160 n. Chr.). Die Datierung eines Randstücks mit Barbotinedekor zwischen zwei Leisten vom Typ Niederbieber 19 wird dem 3. Jahrhundert n. Chr. zugeordnet. Die zumeist sekundär verbrannten Terra-Sigillata-Gefäße dokumentieren die bereits von Conrady festgestellte Zerstörung Walldürns durch Feuer.

## Archäobotanische Ergebnisse

### Nutzpflanzen
Schallmayer ließ während seiner Grabungen im Lagerdorf zehn archäobotanische Proben nehmen, die der Archäobotaniker Hans-Peter Stika von der Universität Hohenheim untersuchte. Die meisten Proben zeigten Lehm mit Ziegelbruchstücken, schwach angeziegelten Stampflehm sowie sehr kleine Mengen an beigemengten Holzkohlestückchen. Nur aus drei dieser Proben ließen sich subfossile Samen und Früchte ermitteln. Während der Überprüfung dieser drei Bodenproben, die südlich von Brunnen 3 aus dem feuchten Fundamentbereich eines Kellers und vom Grund eines diesen Keller entwässernden Drainagegräbchens nahe der Marsbachaue stammten, fanden sich unter anderem in fast reinen Samenproben die Fruchtreste von abertausend Gartenmelden (Artiplex hortensis), einer von den Römern importierte Kulturpflanze. Der Massenfund war außergewöhnlich, da die Gartenmelde normalerweise als Blattgemüse verwendet wird und ihre Samen in der gefundenen Menge und Reinheit normalerweise ausschließlich für die Saatgutgewinnung anfallen. Von geringen Ausnahmen abgesehen, bestanden die Kultur- und Nutzpflanzenreste der Proben zu fast 100 % aus der Gartenmelde. Neben der Nutzung als Gemüse wurde die Pflanze für Heilzwecke eingesetzt und konnte zum Blaufärben verwendet werden. Daher wird angenommen, dass in dem Keller zur Aussaat oder direkten Nutzung Saatgut ein- beziehungsweise umgelagert wurde. In der Probe aus dem Abzugsgräbchen konnten außerdem wenige Reste von Spelzweizenstreu, nicht mehr definierbare Getreidekörner sowie Schalenfragmente der Haselnuss ermittelt werden. Ein dem beprobten Keller benachbarter, holzverschalter Keller enthielt noch mehrere Amphoren in situ. Die Untersuchung des Inhalts ergab mit großer Wahrscheinlichkeit Weizenbestandteile.

### Wildpflanzen
Nur ein sehr geringer Teil der überprüfbaren Pflanzenreste bestand aus Wildpflanzen. Von diesen wiederum waren 99 % Ackerunkräuter, bei denen der Windenknöterich (Bilderdykia convolvulus), gefolgt vom Weißen Gänsefuß (Chenopodium album), vorherrschte. Interessant war der Nachweis des Sommer-Adonisröschens (Adonis aestivalis), einer seltenen, gifthaltigen Pflanze, die kalkreiche Böden bevorzugt. Insgesamt weisen die ermittelbaren Pflanzen teilweise auf nährstoffreiche, gare Böden hin. Grünland konnten in Walldürn nur durch geringe Reste belegt werden.

## Fundverbleib
Wichtige Teile der Ausgrabungen von 1972/73 sind in der Römerabteilung des Stadt- und Wallfahrtsmuseums von Walldürn zu besichtigen. Weiteres Fundgut kam in das Badische Landesmuseum nach Karlsruhe.

## Denkmalschutz
Das Kastell Walldürn, sein Vicus, das Kastellbad und die erwähnten Bodendenkmale sind als Abschnitt des Obergermanisch-Rätischen Limes seit 2005 Teil des UNESCO-Welterbes. Außerdem sind die Anlagen Kulturdenkmale nach dem Denkmalschutzgesetz des Landes Baden-Württemberg (DSchG). Nachforschungen und gezieltes Sammeln von Funden sind genehmigungspflichtig, Zufallsfunde an die Denkmalbehörden zu melden.